# Mathias Pedersen
Mathias Mark Pedersen (* 30. Juli 1997 in Aalborg) ist ein dänischer Handballspieler, der beim Bundesligisten HSG Wetzlar spielt.

## Karriere
Mathias Pedersen begann seine Profi-Karriere beim dänischen Erstligisten Aalborg Håndbold. 2016 kam Pedersen das erste Mal nach Deutschland zu den Mecklenburger Stiere Schwerin. Dort spielte Mathias Pedersen bis 2019. Danach setzte er seine Karriere in Schweden bei zwei Vereinen bis 2023 fort. In der Saison 2022/23 war er mit 156 Treffern der erfolgreichste Torschütze der schwedischen Handbollsligan. Im November 2023 verpflichtete der deutsche Bundesligist HSG Wetzlar den 26-jährigen kurzzeitig bis zum Saisonende 2023/24. Anschließend schloss er sich zum zweiten Mal Amo Handboll an.